# 市場経済
市場経済（しじょうけいざい、英: market economy）とは、市場を通じて財・サービスの取引が自由に行われる経済のことである。対立概念は、計画経済である。また、市場機能を重視する経済のことを、特に市場主義経済（しじょうしゅぎけいざい）や自由主義経済（じゆうしゅぎけいざい）などと呼ぶことがある。

## 概要
市場経済とは、市場機能（需要と供給を参照）を通じて需給調節と価格調節が行われる経済のことである。市場経済は、不適切な市場参加者の排除等を前提とすれば、優れた経済システムである。たとえば、政府が需要や供給に関するあらゆる情報を集めて配分を決定するという計画経済に対し、政府による決定ではなく市場による価格メカニズムを利用した方が適切な配分が達成できると考えられる。これは、ある人が支払ってもいいと思うコストなど個々人に関する情報（私的情報）を正確に収集することは中央政府であっても不可能であり、それが仮に可能であっても、あらゆる財の需給というような大量の情報を正しく即座に処理出来るということは非現実的だが、価格がシグナルとなって多くの場合うまく需給が調整されるからである。
市場は、市場価格による情報の集約と価格調整に関わる処理の分散化を実現する。市場における情報の伝播時間と市場参加者の判断を待つ必要は生じるが、市場参加者の判断によって、市場価格は最適な価格へと徐々に調整されて行くことになる。基本的に、各々の市場参加者は不完全な情報しか入手できない、能力の限界で一定量以上の情報を処理できないため、市場価格は局所最適化を繰り返して、真の最適解に近付くような挙動を示す傾向にある。
なおアダム・スミスが『国富論』で唱えたように、見えざる手によって個人の利潤の最大化が後押しされる。人々が自由に競争し経済活動を営むことが国の富を最大化するといった「夜警国家論」を唱え、国家は「安価な政府」に徹し、軍事、司法、警察、公共事業などの限定された事業のみを行うべきであると主張した。
自由主義の立場からの理想的な市場は自由放任主義による完全競争だが、概要冒頭で述べた前提が満たされず、市場がその本来の機能を十分発揮できずに最適な状況が達成されなくなる「市場の失敗」と呼ばれる問題も存在するため、現代の大半の国や地域ではこれらの問題を緩和または調整するために限定的ながら政府の援助が行われている。
2010年代後半以降はブロックチェーンによる迅速な取引が普及し始めた上に、人工知能が市場取引に参加し始めているため、市場価格の変動が急加速している状況にある。学術団体については、1951年4月21日、日本商業学会が慶應義塾大学教授向井鹿松を初代会長として設立された。

## 特徴
市場経済を特徴づけるものとしては、次のものをあげることができる。
私有財産制
それぞれの私的経済主体は、財産権（所有権）が認められた財産を有する。これにより、財産を効率的に利用しようとするインセンティブが与えられる。
分権化された経済主体
家計・企業・政府で構成される。
価格システム
財・サービスの価格および取引量は、市場機能と呼ばれる需給を均衡させるしくみで決定される。
市場経済とは価格の持つ誘因機能を利用し、経済の成長・発展を目指す経済である。市場経済では、何を消費するかについての判断は、政府の役人ではなく、個人が自己責任でするというのが基本である。市場経済の場合、実際の資源配分を決めるのは一企業または一個人・消費者であり、末端の個々の経済主体の行動が集約され、経済全体の資源配分につながっていく。市場経済において資源配分を決める上で最も重要な役割を果たしているのが価格ということになる。スーパーに商品がたくさんあり、品余り・品不足が少ないのは、市場経済がうまく機能しているからである。
エコノミストは、誰も資源から利益を得ないよりは誰かが利益を得たほうがよいと考えるため、私的所有制度は優れていると考える。所有権が守られており、市場が競争的であれば費用に対する便益が最大になるように市場価格は決まる。この条件が満たされていれば、いちいち費用・便益を計算しなくても、市場メカニズムによる価格決定に比べて価格管理は悪であると言い切れるとされている。
市場経済はショックに対して迅速に適応する一方で不安定さを内包している。また、不安定と並び、市場経済の問題として分配の不平等がある。
市場経済の考え方は、一見間違った判断をしていても、あくまで個人の自主性を尊重しようというものである。
2007年のアメリカの調査機関であるピュー研究所のピュー・グローバル意識調査によると、「市場経済に信頼を置く」という人がアメリカ、イギリス、カナダ、スウェーデン、インド、中国、韓国などでは7割以上であるが、日本は49%となっている。

## 利点
市場経済は、何をどれだけ生産し、誰にどれだけ配分するかという経済の根本機能においては他の経済システムより優れていると考えられる。ただし、前述したように、また、「市場経済自体の欠点」で後述するように、不適切な市場参加者の排除等が前提となる。市場経済においては必要で不足している商品は価格が上がり、利益水準が高まるため、生産が増加する。このため、経済的需要に応えやすいメカニズムになっている。また、より利益の出せる効率のいい生産体制を持つ企業がより強い資源購買力を持つため、効率的な生産を行える者へ自然と資源配分されるシステムになっている。このため、商品生産において過剰や過少が温存されることなく、効率的な経済となる。もっとも、ここでの「効率的」は、財務的に効率的なのであって、本来の意味での経済的に効率的でもあるとは限らない。また、市場経済は、競争を促進する機構が働くため労働者の勤労意欲が増し、生産性の向上・投資を誘発して経済成長が起きやすくなる。
市場システムには、「神の見えざる手」のように、「社会的に最適な生産および消費」を自動的に実現させるようなメカニズムが備わっているとされている。市場経済のメカニズムの重要な点は、個人・企業の自由で自発的な行為に委ね、資源の無駄遣いを防ぐという点である。バブル経済の発生や環境問題など（市場の失敗）を除けば、市場経済には、資源をより生産性の高い産業に配分するというメカニズムが存在する。また、市場メカニズムが基盤となっている社会は、「機会均等」が成り立ちやすい社会である。
経済学者のタイラー・コーエンは、金銭的なインセンティブに硬直しがちで人間を疎外するとされる市場経済こそが実は多様なインセンティブを許容する仕組みであり、インセンティブが制限される社会主義の方がむしろ金銭的なインセンティブに硬直しがちであると指摘している。
経済学者のロバート・H・フランクは「アメリカなどの先進国の生活水準は、18世紀に所有権という考え方が明確化・強化されて以来、約40倍向上した。ただし、所有権は大きな利益を生み出す一方で、費用も生じさせる」と指摘している。
経済学者の澤田康幸は「市場経済とは取引で成り立っている世の中のことであるが、取引はインチキやごまかし等と常に隣り合わせである。それらは、先進国の政府でも取り締まりきれず、ましてや途上国政府にとっては手に余る問題である。それにも関わらず、市場経済は途上国でもそれなりに成り立っている。途上国では、民間の努力や工夫、制度の支えによって、政府が頼りなくても市場経済が何とか成り立っている」「ヒト・モノ・カネの取引において市場はなかなか機能しないものであるが、途上国の農民、商人、企業家は家族の絆、血縁、地縁、仲間意識、民族の紐帯、共同体ルールといった暗黙の契約を活用して円滑な取引の成立に貢献し、市場の失敗を克服してきた」と指摘している。

## 欠点
現実は理論そのものではないく、現実の経済は、市場の理想的な働きを妨げる様々な要素が存在している。アダム・スミスは『道徳感情論』で自由主義的な市場経済に際して、それを経済活動として実行する人々の道徳が重要であると主張している。
- 外部性（技術的外部性）と呼ばれる市場を通じない影響が存在する取引においては、市場による資源配分は最適とはならない（例：排気ガスや工業排水などによる汚染）。その他の市場の失敗が存在する場合にも、最適な資源配分を保証しない。
- 効率的な資源配分が達成されるが、それが公平なものであるとは限らない。効率的であることは望ましい社会の必要条件ではあるが十分条件とは言えず、このため再分配政策が必要となる可能性がある（→パレート効率性）。
- 貨幣によって取引が媒介される場合が多いが、貨幣が交換だけでなく蓄蔵の機能を持っているために、市場経済に需給のギャップが発生する場合がある。
- 生産工程が複雑化し定価取引が普及するなど価格による需給調整が行われにくい場合は、数量による調整が行なわれ、失業や在庫が発生する。
- 倫理的価値を包含しない（穀物価格上昇による餓死者発生、軍需産業の肥大化等）。

市場経済が解決できない問題として、景観の維持、景気変動・バブル経済による被害、所得再分配、格差の問題を挙げられる。市場経済を放置しておけば、貧富の差は雪だるま式に拡大する法則を持っている。何が公正・平等な分配であるかは価値判断の問題であるため、市場は所得・資産を公正・平等に分配することが出来ない。
市場経済の不安定性が最も顕著に現れたのが、1929年のアメリカを震源地とした世界恐慌である。
中野剛志はスーザン・ストレンジのカジノ資本主義という言説を取り上げ、金融の自由化に懸念を示している。資本の移動を自由化すれば、資源が効率的に配分されるとか、均衡するという経済学の理論とは異なり、現実には一カ所に資本が集中することでバブルが発生し、そのバブルは必ず崩壊するとして、その典型として1997年のアジア通貨危機を挙げている。また、金融のグローバル化が進んだ現在ではバブル崩壊の影響が世界的に予想外の連鎖をもたらすとした上で、例としてリーマン・ショック後の同時多発的な国家債務危機を挙げている。
中野剛志は株主は短期的な利益を求めるので、株主の力が強くなると、経営者は技術開発や人材育成ができなくなり、市場経済が進むと視野の短期化が起こることを指摘している。また、労働市場を自由化し、市場メカニズムを働かせるほど、長期的な投資が行われなくなり、短期的になるが、アメリカの石油産業を一例に挙げ、産業の安定性や弾力性を奪うことも指摘している。中野は実際の社会では経済学が想定する市場のように、宇沢弘文が言うところのマリアブル(可塑性・柔軟な変化の可能性)には動かないとしている。人間や自然などお金では買えない価値を多分にはらんだものは、急に必要になったから取り出すとか、要らなくなったから捨てるということはできず、日本で行われた労働移動の自由化や派遣労働の問題が典型であるが、それを市場で交換した途端に、人間性や個人の尊厳などの市場で交換できないはずの大切なものが破壊されてしまうとしている。
澤田康幸は「IMF（国際通貨基金）や世界銀行のエコノミスト、或いは日本の援助機関の間でも、途上国における『市場の失敗』の実態把握こそが重要であるとの意識が希薄である」と指摘している。

### 所得分配の不平等性
市場経済の宿命といえる問題点の一つは「所得分配の不平等性」であり、市場経済では、人々の所得は、自身の労働が市場でどう評価されるかによって決まるため、必ず所得の不平等が生じるとされている。さらにこうした所得の不平等の結果として「所有の不平等」がもたらされるとされている。
社会学者の立岩真也は「市場経済自体が私的所有を前提にすることで、私的所有の条件を満たしていない人々の生き方を困難にしている」と指摘している。
「分配と所有の不平等が存在しない社会」という理念に基づいた経済社会とは、計画経済であるとされる。共産主義者によれば、市場経済は、弱肉強食の経済ということになる。市場経済は時として、極端な所得格差、資産格差を生み出す。正しそれが社会公正や社会理論の観点から許容されるべきかどうかという問題と、市場経済自体に対する評価の問題とは別の問題であるとされる。
経済学者の大竹文雄は「格差や貧困はセーフティネット、所得再分配で解決する。つまり、効率性と分配を分けて考えるということである」と指摘している。大竹は「市場競争は人々の間に発生する所得格差の問題を解決してはくれない。しかし、社会全体の所得が上昇するという意味で、市場経済が人々を豊かにしてくれる。富者から貧者に所得再分配をする余力が生まれるため、貧者の生活水準を上げることができる」と指摘している。大竹は「一人勝ちが発生してしまうと市場メカニズムはうまく機能しないことが多い。大事なのは、市場競争が問題だと結論づけ、競争を否定するルールを採用するのではなく、市場競争がうまく機能するようなルールを採用することである」と指摘している。
市場経済によって生まれる経済的弱者の保護を建前に、市場への規制・介入が正当化される例は多い。善意で行われた弱者保護政策が、かえって一部の既得権益を守る結果となり、大勢の人々の生活を苦しくさせることは珍しくない。市場経済と、規制・介入による不公平の実態をしっかりと見極めることが重要であり、個々の不平等より一般的な所得再配分政策をとることが望ましいとされている。

## 政府の介入
自由で競争的な市場経済は、効率的であるが公正までは担保しない。公正を担保するのは政府の役割である。個人が正しいとして判断した結果、社会全体で正しくないことが起きた場合に限って、政府は規制をすべきである。市場経済が持つ『弱肉強食』的な弊害は、政府が社会保障の充実・セーフティネットの拡充などを行うことによってある程度緩和できる。
経済学者のアンナ・シュウォーツは「金融当局が政策的に間違わなければ、本来、金融危機は短期的な現象である。公衆の追加的な通貨への需要が緩和されれば、危機は自然に終息する」と指摘している。
一方で、経済学者のコルナイ・ヤーノシュらの研究では、政府がすべての人々の目的関数を明確に情報として把握することは不可能であり、政府が市場の代わりを担うことはできないとし、市場経済が膨大な計算を自律分散的に行っていることを明らかにしている。
経済学者のミルトン・フリードマンは「市場経済は本来的に不安定であり、放任しておくと好況と不況を循環的に繰り返すため、政府が介入し景気を安定させなければならない。世界恐慌も政府の経済運営の失敗が原因で発生した。ただし、経済の安定的な成長のために必要なのは、政府の介入を減らすことであり、増やすことではない」と指摘している。
経済学者の野口旭、田中秀臣は「市場の機能を阻害する最大の要素は、市場経済に対する政府の関与そのものでもある。典型的なのは公的企業であり、公的企業には効率的な資源配分を実行するインセンティブが備わっていない。また政府関与による市場機能の阻害のもう一つの根源は、政府規制・優遇政策である」と指摘している。
経済学者の香西泰は「市場経済は環境問題を解決できないと批判されるが、社会主義の国々でも凄まじい環境破壊は起きている。環境規制がなされれば、市場はそれを守る。環境問題の内部の内部化により、環境保護へのインセンティブがより強くなり、自発的な環境保全へとつながる」と指摘している。

## 資本主義と市場経済
岩田規久男は「自由な価格機構の前では、身分・階級は無意味である。市場経済は経済的民主主義と一体である」と指摘している。
エコノミストの神田玲子は「本来､市場経済の源泉は競争であり､競争がもたらすダイナミズムによって成長が生まれる｡こうした市場のダイナミズムの中で生活する人々は､ダイナミズムから生じる将来の不確実性から逃れることはできず､景気後退時に人々の不安が高まることは避けられない｡こうした市場の不安定性に対して、民主主義は人々の不安を和らげる役割を担ってきた。市場経済は､人々が市場で自分の欲しいものを選択し購入する場である｡そこでは､人々が自分の判断に基づいて決定するという『自律』がその基盤となる｡一方､民主主義は､人々が共通のリスクを互いにどのように支え合うのかという『連帯』を基本とする｡そう考えると『市場経済と民主主義』という二つの概念は『自律と連帯』という言葉で再定義することが可能である。しかしながら､現代においては､『市場経済と民主主義』の関係は大きく変容しつつある。グローバル化､IT化の下で､市場経済の変化のスピードが速まり､かつ不安定性なものとなっている」と指摘している｡
経済学者のラファエル・ディ・テラとロバート・マッカロックの研究によれば、市場主義や資本主義を支持するかどうか国際比較統計で分析すると、価値観として大事なことがいくつかあるとしている。1つは、勤勉が成功につながるという価値観を人々が持っているということ。もう1つは、汚職がないということ、としている。
中野剛志は資本主義というものは将来の不確実性に向かってお金を出す行為であり、スーザン・ストレンジを例に挙げ、資本主義そのものはギャンブル的な要素を非常に強く持っているとしている。金融・信用・資本・投資という行為が働かなければ資本主義ではなく、それは単なる市場経済であるが、1990年代の日本の高コスト構造の是正を提唱した構造改革論者は市場経済のことだけを考えており、本質的な資本主義の構造を全く考えていなかったとしている。ヨーゼフ・シュンペーターのように市場経済と資本主義を区別しておくということは極めて重要なことであるとしている。
中野剛志は資本主義が市場経済と異なるのは、将来に向けて現在行動する、現在の支出が現在の利益ではなく将来の利益になるという点であり、現在支出した人とその利益を得る人が一致しないという点だとしている。つまり、自分が現在支出したものが自分が死んだ後に将来の誰かの利益になるかもしれないというモラルが資本主義を支えているとし、シュンペーターも家族を重視することで同様の理論を提示していることを示している。

## 社会主義と市場経済
かつての社会主義諸国が体制を維持できず、市場経済に移行したのは、公平性を追求し過ぎたあまり、効率性をおろそかにした結果であるとされている
。
「社会主義市場経済」を目指す中国について、中谷巌は「社会主義と市場経済は、基本的に相容れない。市場経済はあくまで個人の自由な経済活動の自由を前提としているが、社会主義は個人の自由な政治活動を禁じている。経済活動は自由であるが、政治活動は不自由という体制は長くは続かない」と指摘している。

## 歴史
13世紀初頭から19世紀半ばまで、市場経済は「神への冒涜」「不法行為」「平穏な生活を脅かす行為」とされ大きな反発を呼び、拒絶反応される状況が続いたとされている。
日本経済は戦後、市場メカニズムを活かして、経済成長率を高めることに成功した。